# Araḫsamna
Araḫsamna (auch APIN; der Monat des Pflügens) war der akkadische Name des achten Monats im babylonischen Kalender. Da im Monat Tašritu gemäß der babylonischen Quellen entweder das erste Neulicht oder der erste Vollmond des Herbstes lag, begann der Monat Araḫsamna im Normalfall frühestens am 8. Oktober und spätestens am 13. November. Im Jüdischen Kalender, der von den Juden während des Babylonischen Exils zwischen 586 und 536 v. Chr. aus dem Babylonischen Kalender übernommen wurde, entspricht der Araḫsamna dem Monat Cheschwan.